# Borgo Sabotino
Borgo Sabotino è una frazione di 2 032 abitanti del comune di Latina, nel Lazio.

## Storia

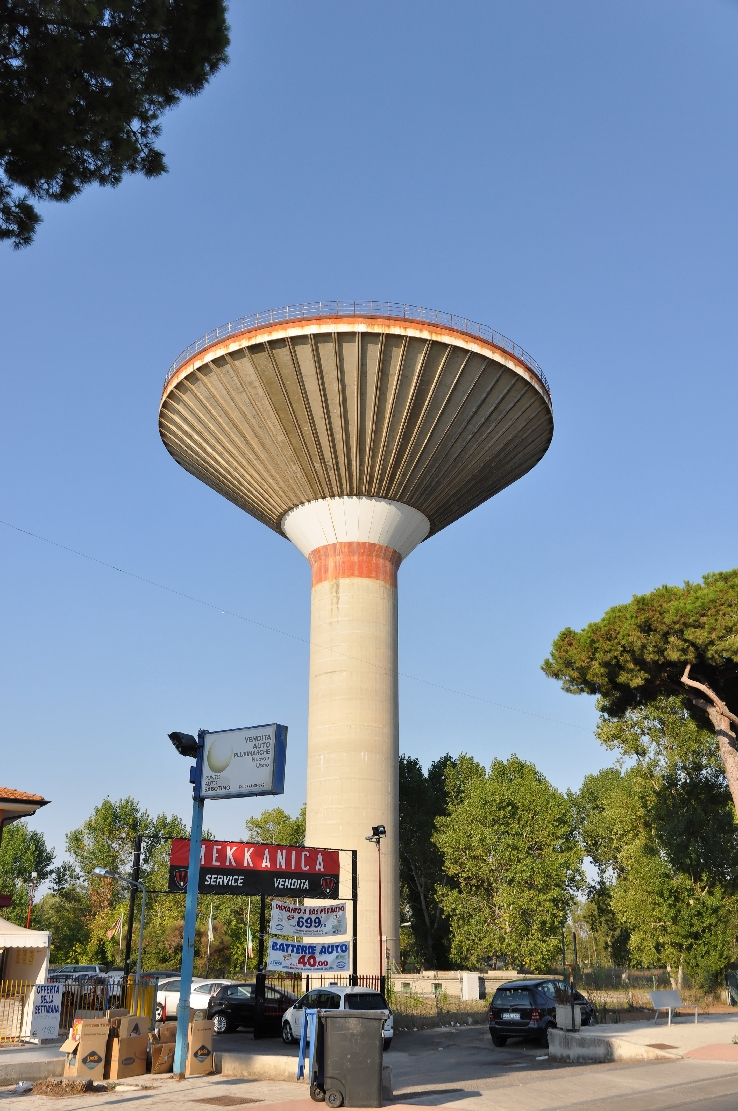
Serbatoio pensile dell'acqua a Borgo Sabotino, dalla caratteristica forma di fungo

Borgo Sabotino nacque nel 1929 sotto il Regime fascista come città di fondazione con il nome di “Villaggio operaio a Passo Genovese” e con l'etichetta amministrativa di Lotto N. 31 delle “Opere pubbliche per l'esecuzione della Bonifica dì Piscinara”.
Prima della bonifica il luogo era semplicemente un gruppo di tre casolari in muratura costruiti dalla famiglia Caetani ed utilizzati per l'allevamento dei buoi.
Essendo compreso nel Progetto Generale della Bonifica, la sua nascita venne ufficializzata il 29 settembre 1929 come opera di bonifica, in quanto aveva il compito di costituire una base di appoggio ai lavori nella zona e di ospitare i pionieri venetopontini.
Negli anni 1929 e 1930 il villaggio entrò gradualmente in funzione con tutti i suoi servizi ed alloggiamenti, ed il Cantiere di Foce Verde, che nel Villaggio aveva la base, poté completare gli importanti lavori stradali ed idraulici ad esso assegnati.
Il cantiere lavori di Foce Verde esaurì i suoi compiti sul finire del 1931, ma non cessarono per  questo motivo le funzioni del villaggio operaio nel quadro dei lavori di bonifica: nel villaggio venne ad insediarsi nel gennaio 1932 la direzione di un nuovo cantiere di lavoro, il “Cantiere di Passo Genovese”, al quale vennero affidati i lavori di sistemazione della zona.
Sul finire del 1932, con l’avvenuta costituzione del Comune di Littoria, la zona che fino ad allora era ricaduta nel territorio del Comune di Cisterna di Roma, venne compresa nel nuovo Comune e il Villaggio di Passo Genovese cambiò nome in quello odierno di Borgo Sabotino..

## Etimologia
Il nome di Passo Genovese era già da secoli nella località, vuole la tradizione che i Genovesi fossero usi ad inviare navigli alla vicina Foce Verde per caricare legnami di essenza forte, occorrenti per la costruzione delle loro imbarcazioni, scaricando in cambio minerali metallici dell’Isola d'Elba che alimentavano le Ferriere di Conca.
L'attuale nome invece ricorda il monte Sabotino, tra i teatri delle Battaglie dell'Isonzo durante la prima guerra mondiale.

## Geografia fisica

### Territorio
Borgo Sabotino si trova nell'Agro Pontino, cinque chilometri a sud-ovest dal capoluogo Latina e a circa un chilometro e mezzo dal litorale laziale che affaccia sul mare Tirreno, al Lido di Latina.

### Toponomastica
Le strade del borgo sono intitolate a benefattori locali, parroci e pionieri della bonifica.

## Economia
L'agricoltura, un tempo l'attività economica di spicco, è oggi sorpassata dal terziario soprattutto turistico. Il turismo è favorito dal fatto che sia il più vicino centro dotato dei servizi essenziali rispetto alle vicine località litoranee di Foce Verde (distante 1,5 km) e Capo Portiere (distante 4 km), e non lontana dal Lago di Fogliano (distante 6 km).
È famosa per la presenza ad un chilometro dal centro abitato della Centrale nucleare di Latina, chiusa nel 1987 dopo i referendum abrogativi del 1987.

## Sport

### Calcio
- Recentemente la squadra del borgo è rinata sotto il nome di Academy Sabotino Mare e partecipa al campionato di Prima Categoria

### Pallacanestro
- Sabotino Basket ASD che nel 2019-2020 milita nel campionato maschile di Promozione.[4]